# Vlogbrothers
Vlogbrothers ist ein 2007 von Hank und John Green gegründeter YouTube-Kanal, auf dem sie seitdem regelmäßig Videoblogs („Vlogs“) veröffentlichen. Ursprünglich unter dem Titel „Brotherhood 2.0“ gestartet, ist der Kanal Ausgangspunkt der erfolgreichen Medienkarriere der Brüder. Im März 2013 überschritt der Kanal die Marke von einer Million Abonnenten, die sich selbst als Nerdfighter bezeichnen.
Zu den Ablegern des Kanals gehören unter anderem die Konferenz VidCon, das Label DFTBA Records, die Edutainment-Kanäle CrashCourse, SciShow und Mental Floss sowie das Studio Pemberley Digital, das die Emmy-prämierte Online-Videoserie The Lizzie Bennet Diaries produzierte.

## Brotherhood 2.0

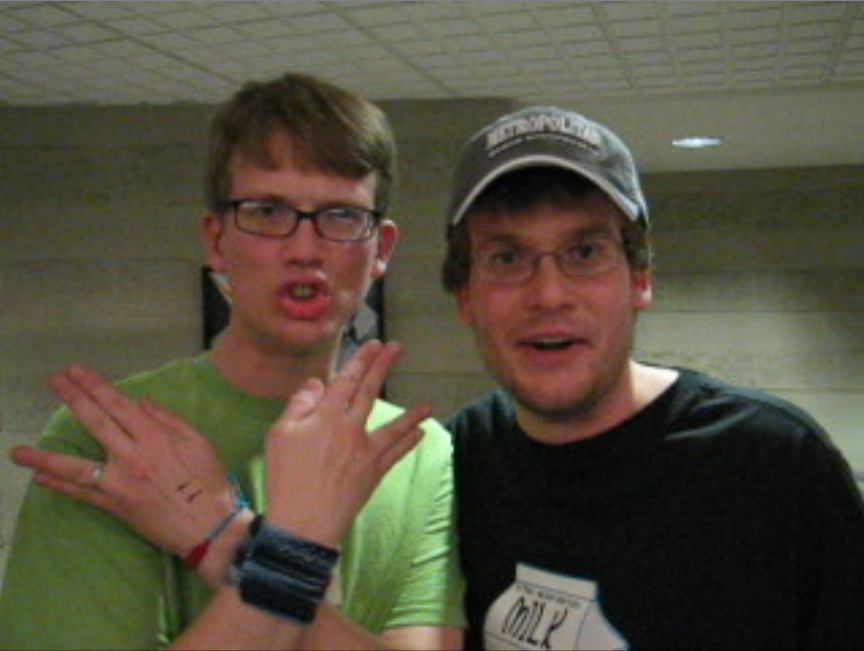
Die Green-Brüder im Jahr 2008. Hank Green (links) zeigt das „Nerdfighter-Zeichen“.

Ende 2006 schlug John Green – inspiriert von Ze Franks the show with ze frank – seinem Bruder vor, ein Jahr lang ausschließlich über auf YouTube veröffentlichte tägliche Videoblogs zu kommunizieren. Bis dahin hatten sie hauptsächlich über Instant Messaging Kontakt und beschreiben ihr Verhältnis im Rückblick als distanziert. Ihr Ziel war es nach eigener Aussage, damit eine kleine Community aufzubauen, um gemeinsame Projekte durchzuführen.
Am 18. Juli 2007 veröffentlichte Hank Green das Musikvideo „Accio Deathly Hallows“ in Erwartung des siebten Buchs der Harry-Potter-Serie. Dieses Video wurde auf der YouTube-Startseite präsentiert und über eine Million Mal aufgerufen. Hierdurch stieg die Zahl der Abonnenten, zudem wurden viele der online sehr aktiven Harry-Potter-Fans auf die Brüder aufmerksam. Die Veröffentlichung des Videos gilt daher als Durchbruch der Greens.
Am 31. Dezember kündigten sie an, das Projekt fortzuführen.

## Fortsetzung und Wachstum
Im August 2008 fand im Wintergarten des Harold Washington Library Center in Chicago das erste Real-Life-Treffen der Nerdfighter-Community statt. Die Greens waren von Alphabet, der Muttergesellschaft von YouTube, in die Stadt eingeladen worden, um für die Angestellten der Firma einen Vortrag über ihr Projekt zu halten. Im Rückblick bewerten die Brüder das Treffen als einen entscheidenden Punkt für ihr Projekt. Hank Green konnte zum ersten Mal seine Musik verkaufen, was den Anstoß für die spätere Gründung des Labels DFTBA Records gab.